# 邓肯·吉利斯
邓肯·吉利斯（英語：Duncan Gillis，1883年1月3日—1963年5月2日），加拿大男子田径运动员。他曾代表加拿大参加1912年夏季奥林匹克运动会田径比赛，获得男子链球银牌和男子铁饼第14名。